# Tessuto adiposo bruno
Il tessuto adiposo bruno o TAB, chiamato anche BAT dall'inglese brown adipose tissue, è un tipo di tessuto connettivo così chiamato per il colore visibile a fresco. È anche chiamato tessuto adiposo multilobulare poiché all'esame istologico appare composto da più lobuli contenenti il tessuto adiposo bruno.

Tessuto adiposo bruno, visualizzato tramite PET, in una giovane donna

## Funzione
Il tessuto adiposo bruno viene così definito per la sua colorazione bruna data dall'elevata presenza di ferro associato ai citocromi presenti nei mitocondri. La sua distribuzione è principalmente riscontrabile negli animali che vanno in letargo, ed è scarsamente presente nell'uomo (è più presente nei neonati). La maggiore distribuzione del BAT nell'uomo è riconoscibile in sede paracervicale, sopraclavicolare, interscapolare, e perirenale. In queste sedi sono posti in prossimità dei vasi sanguigni per diffondere il calore attraverso il flusso ematico verso le varie aree corporee. La sua principale funzione è quella di produrre calore in risposta a basse temperature, in reazione a quella che viene definita termogenesi indotta dal freddo, cioè la termoregolazione in reazione a basse temperature. In passato si riteneva che la presenza del BAT fosse irrilevante nell'uomo, ma svariate ricerche recenti ne riconoscono una certa presenza, e ne rivelano importanti proprietà nella funzione svolta in risposta alla termogenesi indotta dal freddo "non da brivido" (cold-induced "non shivering" thermogenesis o NST), che compie principalmente assieme al muscolo scheletrico, oltre che un importante ruolo nella regolazione del peso corporeo. È stato suggerito che tale tessuto sia in grado di controllare il livello di adiposità, per ridurre le concentrazioni di trigliceridi e combattere l'obesità nell'uomo. La sua attività sembra essere ridotta negli uomini sovrappeso e obesi. La limitata letteratura scientifica riconosce che la termogenesi indotta dal BAT possa ammontare al 5% del metabolismo basale.
Il BAT sfrutta gli acidi grassi (FA) per la produzione di calore per proteggere il corpo dal freddo, ed è stata recentemente e definitivamente dimostrata la sua presenza negli esseri umani. Le lipoproteine plasmatiche ricche di trigliceridi trasportano i lipidi nel sangue, dove gli acidi grassi sono liberati dall'azione dell'enzima lipoproteina lipasi (LPL). Gli organi periferici come il muscolo scheletrico e il tessuto adiposo captano gli acidi grassi, mentre le restanti particelle ricche di colesterolo vengono smaltite dal fegato. L'attività del BAT viene attivata dall'esposizione al freddo a breve termine, in risposta alla termogenesi "non da brivido", sfruttando i lipidi come substrato per produrre calore.
Il meccanismo adoperato dal BAT tramite la termogenesi indotta dal freddo "non da brivido" (NST) ha la caratteristica di sfruttare il cosiddetto disaccoppiamento mitocondriale. Al loro interno, i mitocondri del BAT presentano la proteina mitocondriale UCP1 (proteina disaccoppiante 1, o uncoupling protein 1). Questa molecola ha appunto la capacità di "disaccoppiare" la fosforilazione ossidativa (processo energetico aerobico di respirazione cellulare), riuscendo a spostare l'impiego di lipidi da produzione di ATP (energia chimica) verso la produzione di calore (energia termica). Quest'ultima quindi prende il sopravvento rispetto alla formazione di molecole di ATP. L'attivazione di questo meccanismo in risposta al freddo, è principalmente legata alla produzione del neurotrasmettitore noradrenalina in interazione con i recettori β3 sotto controllo dell'ipotalamo mediante lo stimolo dei nervi simpatici, ed è supportata anche da fattori endocrini, principalmente l'incremento dell'attività tiroidea con produzione di triiodotironina (T3) e tiroxina (T4). I principali tessuti coinvolti nel processo di disaccoppiamento mitocondriale nel NST, oltre al tessuto adiposo bruno, sono il muscolo scheletrico e il fegato.

## Gallerie

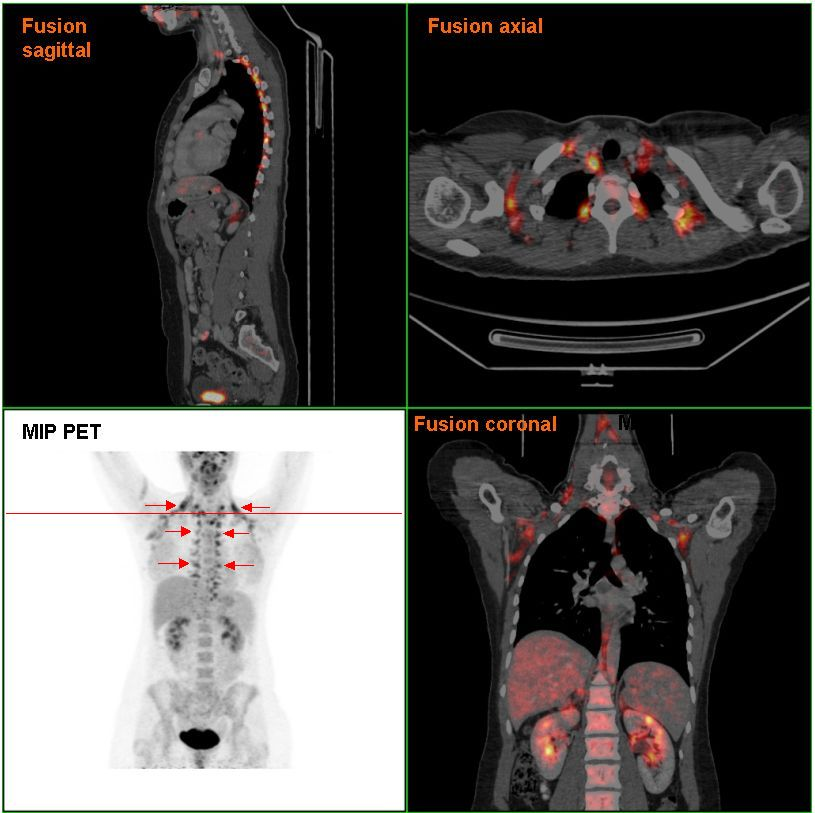
Tessuto adiposo bruno evidenziato in una PET
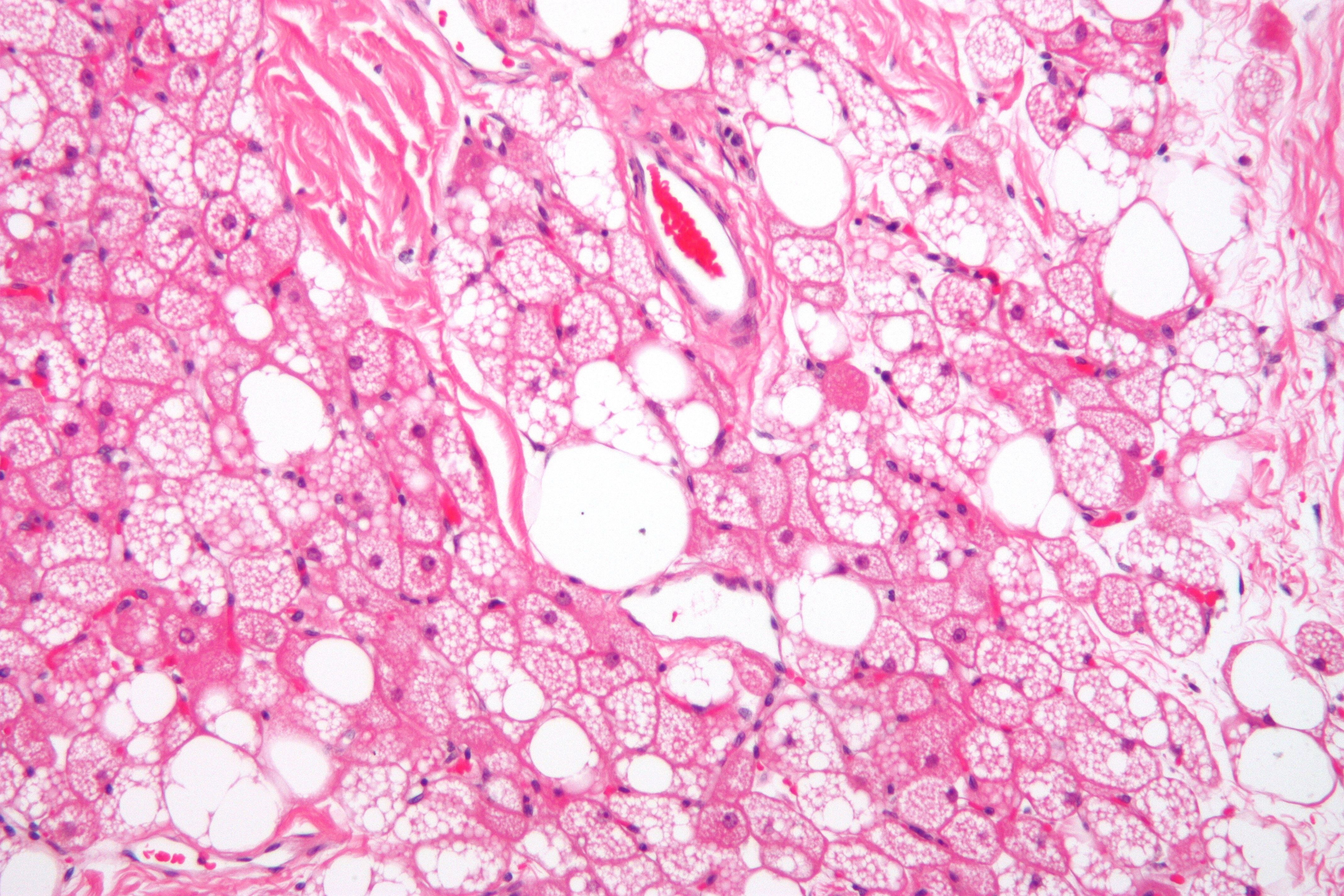
Un ibernoma all'interno del tessuto adiposo bruno
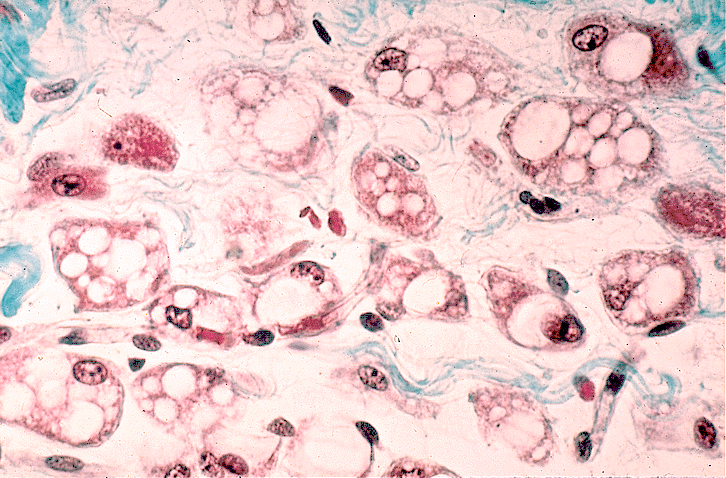
Una sezione di tessuto adiposo bruno